# Des nuits entières
Des nuits entières è un album di Al Bano e Romina Power pubblicato in Francia nel 1976.

## Tracce
1. Des nuits entières (Albano Carrisi, Romina Power, Claude Carrere, Vline Buggy)
2. Un uomo diventato amore (Romina Power)
3. Sognando Copacabana (Romina Power)
4. Come ti desidero (Albano Carrisi, Romina Power)
5. T'aimer encore une fois (Albano Carrisi, Romina Power, Claude Carrere, Vline Buggy)
6. Dialogo (Albano Carrisi, Romina Power)
7. Se ti raccontassi (Romina Power)
8. Evasione o realtà (Albano Carrisi, Romina Power)
9. Il pianto degli ulivi (Albano Carrisi, Paolo Limiti)
10. Mai mai mai (Albano Carrisi)
11. Paolino maialino (Paolo Limiti, Romina Power)